# Fabio Boujon
Fabio Edgardo Boujon (Colón, 15 de junio de 1967), exfutbolista argentino que se desempeñaba como mediocampista, destacándose como volante de contención o enganche.

## Historia
A lo largo de su carrera Fabio Edgardo Boujon adquirió el sobrenombre de "Chucky" Boujon. Inició su carrera al final de la década del 1980 en el Club Social y Deportivo Santa Rosa de la Ciudad de San José Entre Ríos con el cual fue Campeón Anual Departamental Colón en 1990 desempeñandose como delantero de area (9) y siendo goleador del torneo. Luego fue transferido al Club Gimnasia y Esgrima de Concepción del Uruguay en 1990. En 1991 y 1992 jugó en Club Atlético Douglas Haig de Pergamino.
En 1993 fue transferido hacia Arsenal Fútbol Club de Sarandí en el cual formó parte durante 2 años.
En 1995 "el Chucky" Boujon fue comprado por Club Atlético Belgrano de Ciudad de Córdoba, el cual al año siguiente tranferia al jugador hacia Club Atlético Chacarita Juniors de San Martín (Buenos Aires), equipo en el cual jugaría durante 5 años y que salvaría de la promoción convirtiendo un gol ante Instituto de Ciudad de Córdoba.
En el año 2000 Fabio Boujon fue transferido al Club Gimnasia y Esgrima de Concepción del Uruguay, club en el sufre una gran lesión de distensión de ligamentos en la rodilla izquierda.
En el 2004 él se retira del fútbol profesional.
Boujon jugó un total de 384 partidos y convirtió 29 goles a lo largo de su carrera a nivel profesional. En la actualidad Fabio Edgardo Boujon vive en San José (Entre Ríos) y continúa jugando al fútbol de veteranos en Club social y deportivo Santa Rosa.

## Trayectoria profesional
| Club                              | País      | Años      |
| --------------------------------- | --------- | --------- |
| C.SyD. Santa Rosa (San José, ER)  | Argentina | 1988-1990 |
| Club Gimnasia y Esgrima           | Argentina | 1990-1991 |
| Club Atlético Douglas Haig        | Argentina | 1991-1993 |
| Arsenal Fútbol Club               | Argentina | 1994      |
| Club Atlético Belgrano            | Argentina | 1995      |
| Arsenal Fútbol Club               | Argentina | 1996-1997 |
| Club Atlético Chacarita Juniors   | Argentina | 1997-1999 |
| Arsenal Fútbol Club               | Argentina | 2000-2001 |
| Club Gimnasia y Esgrima           | Argentina | 2002-2004 |
| Club Atlético Defensores de Colón | Argentina | 2006      |